# División de Honor femenina de rugby 2018-19
La División de Honor femenina de rugby 2018-19 (o Liga Iberdrola de Rugby 2018-19, a causa del patrocinio) fue la octava temporada de la máxima categoría del rugby femenino en España, cuyo campeón fue el Club de Rugby Arquitectura Técnica (CRAT Universidade da Coruña).
En esta temporada se incorporó a la división de honor tras su ascenso el Universitario Rugby Sevilla. Al final de las 14 jornadas de la fase regular, perdió la categoría el equipo madrileño XV Hortaleza R.C., y se disputaron por primera vez eliminatorias para decidir el título. En la final, el CRAT, tercero en la fase regular, venció por 31-15 al INEF-L'Hospitalet, cuarto en dicha fase.

## Equipos participantes
Disputaron la competición estos ocho equipos:
| Equipo                      | Ciudad                              | Estadio                     | Entrenadores                                                          |
| --------------------------- | ----------------------------------- | --------------------------- | --------------------------------------------------------------------- |
| Universitario Rugby Sevilla | Sevilla (Sevilla)                   | I.D. La Cartuja             | José Luis Escalante, María del Carmen López y Jesús Romero            |
| CRAT Universidade da Coruña | La Coruña                           | Acea da Ama                 | José Antonio Portos                                                   |
| C. R. Majadahonda           | Majadahonda (Madrid)                | Valle del Arcipreste        | José Antonio Cabanas, Mariana Marxuach y León Isaac Simon             |
| INEF L'Hospitalet           | Hospitalet de Llobregat (Barcelona) | Feixa Llarga                | Anna Arnau, José Ricard Cayuelas y Stacy Duvenage                     |
| CR Complutense Cisneros     | Madrid                              | Estadio Central             | Noelia Macías y María Isabel Pérez                                    |
| XV Sanse Scrum              | San Sebastián de los Reyes (Madrid) | Polideportivo Dehesa Boyal  | Joaquin Aguirre, Arturo Brasca, Alfonso De La Cruz y Gustavo Paniagua |
| Olímpico de Pozuelo R. C.   | Pozuelo de Alarcón (Madrid)         | Valle de las Cañas          | Carlos Bernardos, Álvaro Montero y Gensen Palmer                      |
| XV Hortaleza RC             | Madrid                              | Campo de Rugby de Hortaleza | David Cabanas y Matías Nicolás Meguini                                |

## Clasificación
|   | Equipo                      | J  | G  | E | P  | TF  | TC  | DT   | EF | EC | BO | BD | Puntos |
| - | --------------------------- | -- | -- | - | -- | --- | --- | ---- | -- | -- | -- | -- | ------ |
| 1 | C.R. Majadahonda            | 15 | 11 | 0 | 4  | 352 | 206 | 146  | 59 | 32 | 9  | 3  | 56     |
| 2 | C.R. Complutense Cisneros   | 15 | 10 | 1 | 4  | 393 | 205 | 188  | 64 | 34 | 8  | 3  | 53     |
| 3 | CRAT Universidade da Coruña | 16 | 9  | 1 | 6  | 396 | 280 | 116  | 65 | 41 | 9  | 2  | 49     |
| 4 | INEF-L'Hospitalet           | 16 | 9  | 0 | 7  | 263 | 343 | -80  | 42 | 58 | 5  | 0  | 41     |
| 5 | Universitario Rugby Sevilla | 14 | 6  | 0 | 8  | 221 | 282 | -61  | 33 | 47 | 3  | 4  | 31     |
| 6 | C.R. Olímpico de Pozuelo    | 14 | 5  | 0 | 9  | 331 | 308 | 23   | 55 | 50 | 8  | 3  | 31     |
| 7 | Sanse Scrum RC              | 14 | 4  | 0 | 10 | 245 | 319 | -74  | 42 | 50 | 6  | 7  | 29     |
| 8 | XV Hortaleza R.C.           | 14 | 4  | 0 | 10 | 186 | 444 | -258 | 29 | 77 | 3  | 1  | 20     |

- J:Jugados G:Ganados E:Empatados P:Perdidos TF:Tantos a Favor TC:Tantos en Contra DT:Diferencia EF:Ensayos Favor EC:Ensayos Contra BO:Bonus Ofensivo BD:Bonus Defensivo